# Onthophagus bengali
Onthophagus bengali är en skalbaggsart som beskrevs av Gordon och Oppenheimer 1977. Onthophagus bengali ingår i släktet Onthophagus och familjen bladhorningar. Inga underarter finns listade i Catalogue of Life.